# Uloža
Uloža (em alemão: Köpern; húngaro: Kőperény) é um município da Eslováquia, situado no distrito de Levoča, na região de Prešov. Tem 6,84 km² de área e sua população em 2018 foi estimada em 200 habitantes.

## Demografia
| Ano:        | 1994 | 2004   | 2014   | 2024    |
| ----------- | ---- | ------ | ------ | ------- |
| Broj ljudi: | 188  | 186    | 197    | 247     |
| Razlika:    |      | -1,06% | +5,91% | +25,38% |

| Ano:               | 2023 | 2024   |
| ------------------ | ---- | ------ |
| Número de pessoas: | 241  | 247    |
| Diferença:         |      | +2,48% |